# Kai Tracid
Kai Tracid (właściwie Kai Franz) – ur. 17 stycznia 1972 roku we Frankfurcie nad Menem, niemiecki DJ i producent muzyki trance. Pseudonim Tracid powstał w wyniku połączenia dwóch słów oznaczających gatunki muzyczne – trance i acid.
W Niemczech jego sława rozpoczęła się wraz z wydaniem singla Your own Reality. W 1998 r. zdobył światowe uznanie singlem Liquid Skies. W listopadzie 2001 r. po raz pierwszy jego singel zdobył miejsce w niemieckim notowaniu Top-10. Od 2000 r. wydaje swoje nagrania we własnej wytwórni Tracid Traxxx.

## Dyskografia

### Albumy
- Skywalker (1999)
- Trance & Acid (2002)
- Contemplate (The reason you exist) (2003)
- In Da Club: Back To School  (2010)

### DJ Mixes
- DJ Mix Vol. 1 (1999)
- DJ Mix Vol. 2 (2000)
- DJ Mix Vol. 3 (2001)
- Techno Club Vol.50 (with Talla 2XLC) (2016)

### Single
- So Simple (1996)
- Makin' Friends (1997)
- Your Own Reality (1997)
- Dance for Eternity (1998)
- Liquid Skies (1998)
- I Can Read Your Mind (1999)
- Destiny's Path (1999)
- Tiefenrausch (The Deep Blue) (2000)
- Too many Times (2001)
- Life is too Short (2001)
- Trance & Acid (2002)
- 4 just 1 day (2002)
- Conscious (2003)
- Deeper (2004)
- Drift Deep Into Your Own Thoughts (2005)
- Depressive Mood / Discreet Charm (2007)
- Inflator/Aural Border (2007)
- Buchla 200e (2011)
- This is What It's All About (ft. York)  (2014)
- Your Own Reality 2017 (feat. Dream Dance Alliance) (2017)
- DT64 (vs. Moguai) (2020)
- 303 State (with Ramon Tapia) (2020)
- Freedom Of Expression (with Tom Wax & A*S*Y*S*)(2020)
- Wrong Or Right (with A*S*Y*S*) (2021)
- Mockmoon (with Genlog) (Peace, Love, XTC) (2022)
- Rave The Planet: Supporter Series #009 (with A*S*Y*S*) (2022)
- Tracid (2023)

### Inne wydawnictwa
- Singles Collection (2012)
- Remix Collection (2012)